# Haegen
Haegen é uma comuna francesa na região administrativa de Grande Leste, no departamento Baixo Reno. Estende-se por uma área de 20,32 km². Em 2010 a comuna tinha 672 habitantes (densidade: 33,1 hab./km²).